# Veturius tuberculifrons
Veturius tuberculifrons es una especie de coleóptero de la familia Passalidae.

## Distribución geográfica
Habita en México y Panamá.